# Свет без краја
Свет без краја (енгл. World Without End) је историјски роман британског књижевника Кена Фолета објављен 2007. године. У Србији је преведен наредне, 2008. године.
Радња Света без краја одвија се у истом измишљеном граду као и Стубови земље — у Кингсбриџу — и приказује потомке неких ликова из Стубова 157 година касније. Радња укључује два велика историјска догађаја, почетак Стогодишњег рата и Црну смрт. Аутора су инспирисали стварни историјски догађаји везани за катедралу Санта Марија у Виторији.

## Радња
Роман почиње у измишљеном граду Кингсбриџ у Енглеској 1327. године. Четворо деце − Мертин, Керис, Гвенда и Мертинов брат Ралф − крећу у шуму на Дан свих светих. Заједно, деца сведоче о двојици наоружаних људи које је у самоодбрани убио сер Томас Ленгли, уз помоћ Ралфа. Деца тада беже, са изузетком Мертина, који помаже рањеном сер Томасу да закопа једно писмо са упутствима да га ископа и достави ако и када сер Томас умре. Након тога сер Томас бежи у Кингсбриџ и тражи уточиште у манастиру, постајући бенедиктински монах, док се четворо деце заклиње да никада неће причати о ономе што су видели.
Током мисе на Све свете, Гвенду је њен отац приморао да украде новац који је сер Џералд требало да искористи да плати своје дугове приорату у Кингсбриџу. У немогућности да плати ове дугове, он је осрамоћен, имовина му је конфискована и он и његова жена су остављени као хранитељи приората. Ова срамота тера њихове синове Мертина и Ралфа да покушају да поврате породично богатство и част. Ралф је прихваћен као штитоноша под ерлом од Ширинга, док је Мертин принуђен на далеко мање престижну улогу да буде шегрт градитељу.
Десет година касније, 1337. године, Керис и Мертин су заљубљени. Када се део свода катедрале у Кингсбриџу уруши, Мертин, сада градитељев шегрт, показује своју генијалност развијајући јефтиније средство за поправку од свог мајстора.
Ралф, који је сада штитоноша ерла Роланда од Ширинга, изазива тучу у којој му је нос сломио младић из Гвендиног села по имену Вулфрик, у кога је Гвенда безнадежно заљубљена. Гвенду је њен отац продао за краву као проститутку у одметничком логору. Она убија једног од одметника док је он силује и бежи. Прати је њен купац, али успева да га удави када се мост у Кингсбриџу сруши. Ова трагедија је убила многе, укључујући сву Вулфрикову ужу породицу и приора Ентонија од Кингсбриџа. Усред катастрофе Ралф спашава живот ерла Роланда и награђен је господством Гвендиног села Вајли.
Гвенда и Вулфрик се враћају у Вајли и покушавају да Вулфрику прибаве наследство − земље његовог оца. Ралф на крају одбија да му да наследство због мржње коју гаји према Вулфрику. Због његових лоших изгледа, Вулфрикова прелепа вереница Анет га напушта. После месеци интензивног показивања Вулфрику своје љубави и оданости, Гвенда коначно осваја његову љубав и они се венчавају. Гвенда затим покушава да помогне Вулфрику да врати своје земље спавајући са Ралфом, али Ралф се не држи свог дела договора. Гвендин први син, Сем, зачет је кроз ову аферу.
Ралф, као лорд, немилосрдан је и бруталан, а на крају силује и Анет. Вулфрик не дозвољава да ово срамно дело прође некажњено, и у њено име подноси тужбу против Ралфа ерлу; иако енглески закон тог времена забрањује силовање без обзира на друштвени статус починиоца, за сељаке је веома ризично да туже свог господара. Гвенда, упркос њеној констернацији због мужевљеве одбране његове бивше веренице, помаже посредујући код леди Филипе у вези са Ралфовим случајем. Захваљујући њеној интервенцији, Ралф је осуђен за силовање и осуђен на вешање, али уз саучешће ерла Роланда успева да побегне и постаје одметник. Након што је опљачкао и убио много људи на путу за Кингсбриџ, на крају бива ухваћен уз Мертинову помоћ и поново је одређен за погубљење, али пошто је краљ Едвард III објавио рат Француској (чиме је покренуо Стогодишњи рат у мају 1337. године) он је дао краљевско помиловање Ралфу под условом да се бори у рату (1339. године, када Едвард напада североисточну Француску).
У међувремену, манастирски сакрист, Годвин, нећак приора Ентонија, надмудри своје противнике и убедљиво побеђује на изборима за новог приора. Годвин тврди да је реформатор, али се испоставља да је још конзервативнији и брзо почиње да се сукобљава са грађанима око бројних питања, укључујући финансирање и изградњу новог моста који је дизајнирао Мертин и дозвољавајући грађанима да пуне вуну за растућу индустрију тканина. Керис, која постаје де факто вођа еснафа, представља посебан проблем када поведе кампању да Кингсбриџ добије статус краљевске општине и еманципује грађане од контроле приората. Упркос томе што му је рођака, Годвин оптужује Керис за вештичарство надајући се да ће бити погубљена како би му се склонила са пута. Да би избегла погубљење, Керис пристаје да се придружи женском манастиру у Кингсбриџу. Пошто је његов планирани брак са Керис овиме онемогућен, Мертин напушта Кингсбриџ и одлази у Фиренцу да настави своју градитељску каријеру. Тамо постаје веома успешан и богат архитекта, а након што је чуо да се Керис заветовала за монахињу, жени се Силвијом, ћерком једног од његових италијанских клијената.
Осам година касније, 1346. године, Годвин краде новац од знатно профитабилнијег женског манастира како би себи саградио луксузну палату. У јулу 1346. Керис подноси молбу бискупу да исправи ову неправду. Међутим, у то време бискуп се налазио у Француској са краљем Едвардом III. Керис путује у Француску са Мејр, привлачном монахињом из самостана која гаји романтична осећања према њој; током својих путовања започињу интимну везу, иако се Керис осећа кривом што јој је и даље више стало до Мертина. На путу, Керис сведочи о ратним разарањима и ради као болничарка током битке код Кресија, током које Ралф, побегавши од оптужби за силовање и убиство у Енглеској, спашава живот принца од Велса и бива награђен својом дуго прижељкиваном титулом витеза. Међутим, Керисин задатак је безуспешан, јер су бискуп Кингсбриџа као и ерл Роланд погинули у бици.
У Фиренци, град је опустошила Црна смрт, пошто је стигла у Месину 1347. године. Мертин и цела његова породица су погођени, али он се опоравља у пролеће 1348, док му жена умире. Присећа се љубави према Керис и одлучује да се врати у Кингсбриџ са ћерком Лауром (Лолом). Тамо открива да Керис не жели да се одрекне својих завета, али њих двоје свеједно потајно улазе у везу. У исто време, Мертин се поново успоставља у заједници решавајући недостатке који су остали на новом мосту током његовог завршетка након његовог одласка.
Убрзо након Мертиновог повратка, куга стиже до Кингсбриџа и хиљаде људи умире, а град брзо пада у анархију; болест погађа и Керисину партнерку, сестру Мејр. Годвин губи живце и бежи са монасима у изоловану капелу где он и сви монаси умиру осим Гвендиног брата Филемона, који је побегао, и Томаса Ленглија. Након што игуманија женског манастира умре, Керис је изабрана на њено место и унапређена за вршиоца дужности приора у одсуству Годвина, а она уводи употребу маски и придржавање хигијени, што помаже да се часне сестре заштите од куге. Пошто су друштвени обичаји олабављени под разорним дејством куге, Керис редовно крши своје завете као монахиња и неко време живи отворено са Мертином; мештани, захвални за њене неуморне напоре, толеришу овакво понашање, као и прагматични бискуп, који и сам има дугогодишњу хомосексуалну везу са својим архиђаконом. Међутим, Филемон, који се вратио, почиње да осуђује Керис, која је приморана да напусти Мертина да би наставила свој монашки и медицински рад. Разочарани Мертин јој љутито каже да је више неће чекати, већ ће наћи другу љубав.
Након што Вилијам, нови ерл од Ширинга, умре од куге заједно са свим својим мушким наследницима, Ралф види шансу да постане ерл. Након што је убио своју младу жену Тили, он договара свој брак са Вилијамовом удовицом леди Филипом, коју је дуго прижељкивао, и постаје ерл од Ширинга. Међутим, Филипа га одбацује и одлази у женски манастир Кингсбриџ, где се она и Мертин заљубљују 1350. и она затрудни са његовим дететом. Уплашена Ралфовог гнева, Филипа заводи Ралфа да га натера да верује да је дете његово. Као резултат тога, Мертин и Филипа не могу да наставе везу.
После две године, куга нестаје и Керис се одриче својих завета, након што је коначно добила шансу да води сопствену независну болницу, и удаје се за Мертина. После десет година тешкоћа, становници Кингсбриџа добијају статус општине, који их ослобађа од власти приората, а Мертин постаје старешина. Мертин такође решава дуготрајни проблем урушавања свода катедрале тако што је демонтирао и поново изградио један од торњева које је редизајнирао да буде највиша грађевина у Енглеској. Иако је Ралф и даље гаји мржњу према Вулфрику, он је приморан због недостатка радне снаге изазване кугом да дозволи Вулфрику да поврати очеву земљу. Када Сем, потајно Ралфов син, убије сина локалног извршитеља и буде осуђен на вешала, Гвенда открива Ралфу да му је отац, како би издејствовала Семово ослобађање. Са овим знањем, Ралф уцењује Гвенду да поново спава са њим. Када их Сем ухвати на делу, долази до борбе у којој Сем и Гвенда убијају Ралфа. Дејви, Гвендин други син, преговара о бесплатном закупу и жени се Амабел, Анетином ћерком, доказујући Гвенди да су њене муке донекле вределе.
Филемон постаје приор Кингсбриџа и чак покушава да постане бискуп, али његова амбиција је уништена након што сер Томас Ленгли умре од старости. Мертин држи обећање и ископава писмо које открива да је свргнути краљ Едвард II заправо преживео и да је преузео идентитет једног од својих нападача. Мертин даје писмо члану краљевог двора у замену за Филемонов одлазак из Кингсбриџа заувек.
Како се куга враћа, Керисина интелигенција, смисао за практичност и одлучност омогућавају грађанима да савладају ову другу епидемију, што је чини најпопуларнијом и најпоштованијом фигуром у Кингсбриџу. Мертин завршава свој торањ и успева да катедралу у Кингсбриџу учини највишом грађевином у Енглеској. На врху торња налази се статуа анђела по узору на Керис.

## Ликови
- Мертин: Црвенокоси потомак Џека Зидара и леди Алијене, главних протагониста Стубова земље. Такође познат као Мертин Фицџералд, Мертин Градитељ и Мертин Мостар, он је најстарији син осрамоћеног витеза сер Џералда и леди Мод. Као паметан млади столар, градитељ и архитекта, он користи свој интелект у своју корист и доживотно воли Керис. Он дизајнира радикални нови мост пре него што је приморан да се одрекне Керис. Одлазећи у Италију, постаје успешан у Фиренци, у то време једном од највећих градова у Европи и великом центру ренесансне културе. Након што је чуо да је Керис положила завете у манастиру, жени се ћерком најбогатије породице у граду. Међутим, Мертинов живот у Фиренци није описан и његова жена Италијанка никада није „виђена”; Мертинова прича се наставља тек неколико година касније, након што је његову жену и њену породицу збрисала куга у Фиренци, након чега се враћа у Кингсбриџ са својом ћерком јединицом, Лолом, и успоставља свој ауторитет као мајстор градитељ. Постаје старешина градског еснафа и на крају се жени са Керис. Он гради нову болницу за њу и торањ за катедралу у Кингсбриџу, чинећи је највишом грађевином у Енглеској тог времена. У ТВ адаптацији игра га Том Вестон-Џоунс.
- Керис: Одлучна и окрутна ћерка Едмунда Вунара – старешине парохијског еснафа и директног потомка Тома Зидара – она је један од два главна лика у роману са Мертином, кога воли истински и искључиво током целог свог живота. Од детињства жели да буде лекар, мада су у то време то само могли да буду мушкарци. Одлучна и бистра жена, она одбија да се уда да би задржала своју независност, иако се она и Мертин дубоко воле. Њен растући утицај у граду и њена настојања да ослободи трговце од контроле приората доводи је у сукоб са црквом, што је резултирало да јој се суди за вештичарство. Избегла је смртну казну тако што се придружила приорату као часна сестра, захваљујући игуманији, мајци Сесилији. На челу болнице, користи се здравим разумом и запажањем, и супротставља се до тада неоспорном ауторитету монаха − лекара. Током избијања куге, она спроводи хигијенске праксе како би спречила њено ширење и пише књигу лекова и добрих пракси како би избегла ширење заразних болести, која се прославља међу апотекарима широм Енглеске. Изабрана је за игуманију Кингсбриџа након смрти мајке Сесилије и унапређена је за вршиоца дужности приора када сви монаси побегну из Кингсбриџа због страха од куге. Она се касније одриче својих завета, успева да самостално води нову болницу и удаје се за Мертина, који је до тада већ био вођа еснафа. Након што се успешно бори против куге по други пут, постаје поштована у целом граду. У ТВ адаптацији глуми је Шарлот Рајли.
- Годвин: Старији Керисин рођак и монах у приорату Кингсбриџ, Годвин одаје утисак реформатора док маневрише избором за приора − уз помоћ своје лукаве мајке Петраниле. У немогућности да маштовито реши финансијске проблеме приората, Годвин, уз континуиране савете своје мајке и уз Филемонову лојалну помоћ, прибегава конзервативнијим тактикама да заштити свој положај и политички напредује, обично на рачун града и повезаног женског манастира. Умире од куге док покушава да се изолује у манастирској ћелији у Светом Јовану у Шуми. Завршава свој живот пошто је постигао врло мало својих тежњи упркос његовим окрутним напорима. У ТВ адаптацији игра га Руперт Еванс.
- Гвенда: Ћерка надничара без земље у селу Вајли и Филимонова сестра, као мало дете ју је отац Џоби учио да краде како би спасила своју породицу од глади. Она краде сер Џералдову торбицу и стога је делимично одговорна за његов осрамоћени статус и за судбину његова два сина, Мертина и Ралфа. Она се отуђује од своје породице када је отац прода одметницима за краву. Иако никада не успева да побегне од сиромаштва и трагедије, она користи своју памет да побољша своју ситуацију и избегне опасност. Иако није лепа и описана је као „пацолика”, Гвенда је сензуална по свом изгледу и Ралф је жели и презире у исто време. Гвенда воли Вулфрика, упркос чињеници да је верен са Анет, а доживотна је пријатељица Керис, упркос великој разлици у њиховој друштвеној класи. Ралф ју је силовао и удала се за Вулфрика када он не није могао да ожени Анет. Гвенда забија свој бодеж у уста Ралфа на самрти да заштити тајну да је њен син Сем Ралфов, а не Вулфриков. У ТВ адаптацији глуми је Нора фон Валдштетен.
- Ралф: Мертинов млађи брат и његова потпуна супротност, он је силоватељ и убица. Рођени ратник, Ралф је себичан, немилосрдан и неће се зауставити ни пред чим да постане ерл и искупи срамоту своје породице. Он веома цени свог брата и задржава жељу за његовим одобравањем, иако ретко смирује своје понашање да би то постигао. Ралф је доживотно опседнут леди Филипом, која постаје његова друга жена. Такође, мрзи Вулфрика. Ралф је приморан да оде у изгнанство након суђења за силовање и постаје одметник од којег се страхује, кога треба обесити. Ралф је избегао смрт одласком у рат у Француску, где је спасао Едварда, принца од Велса. Из рата се враћа као витез, испуњавајући доживотни циљ осветљавања породичног имена; на крају је постао ерл од Ширинга. Схвативши да је Сем његов син, уцењује Гвенду да спава са њим. Убија га Гвенда, када их Сем нађе заједно након што је заштитнички пратио своју мајку. У ТВ адаптацији игра га Оливер Џексон-Коен.

### Споредни ликови
- Томас Ленгли: Витез који стиже у Кингсбриџ на почетку књиге. Заједно са Ралфом, он убија двојицу људи краљице Изабеле након што су га напали. У борби је повређен и на крају изгуби леву руку до лакта. Заједно са Мертином, он закопава писмо у подножју дрвета. Постаје монах да би избегао одмазду и каже Мертину да, ако чује за Томасову смрт, однесе писмо неком свештенику. Он је пријатељ Мертина и Керис и препрека многим Годвиновим поступцима. Он хвата Ралфа и доводи га пред лице правде за многе злочине, иако Ралфа касније краљ помилује. Томас Ленгли умире 1361. године као стари монах, трпећи симптоме сенилности. Мертин испуњава своје обећање да ће ископати писмо и сазнаје да краљ Едвард II није убијен, већ да је побегао и да се крио у изгнанству. Филемон је такође сазнао тајну, али га Мертин надмудри и продаје писмо краљу Едварду III у замену за унапређење каноника Клода у бискупа и слање Филемона у Авињон да буде амбасадор код папе. У ТВ адаптацији игра га Бен Чаплин.
- Леди Филипа: Племкиња и супруга лорда Вилијама од Кастера, касније ерла Вилијама од Ширинга. Она мрзи Ралфа од тренутка када је постао штитоноша, али након што су Вилијам и оба њихова сина умрли од куге, краљ Едвард је приморава га да се уда за њега. Убрзо након што Ралф постане ерл, њихово обострано несклоност једно другом доводи до тога да се Филипа пресели у женски манастир и започне љубавну везу са Мертином, са којим остаје трудна. Она заводи Ралфа да га убеди да је син Роли његов и избегне да буде убијена због прељубе. У ТВ адаптацији глуми је Сара Гадон.
- Вулфрик: Привлачан и вредан; син земљопоседника из Вајлија; мрзи Ралфа Фицџералада и не дозвољава му да га застраши; губи право по рођењу када његова породица умре током рушења моста у Кингсбриџу; градска политика (и Ралф) га спречавају да поврати земљу своје породице; постаје сиромашан, али је срећно ожењен Гвендом и има два сина (иако, без његовог знања, један од њих није његов, већ Ралфов). На крају му је, на Ралфово гађење, враћена земља његове породице пошто је куга побила све друге способне да обрађују земљу. У ТВ адаптацији игра га Том Кален.
- Филемон (Холџер): Амбициозни монах, Џобијев син и Гвендин брат. Годинама је био Годвинов верни помоћник. Када монахе почне да убија куга, он побегне и нестане на дуже време. На крају је наследио Годвина на месту приора након што се вратио, када је куга прошла својим током. Непоштен и бесрамно самопромовисан, Филемон је склон крађи ситница и чува их у тајном скровишту. Он тежи да постане бискуп Ширинга, али је одбијен након што се Мертин нагодио са краљевим човеком са писмом Томаса Ленглија. На крају постаје краљевски изасланик код папе и напушта Кингсбриџ.
- Елфрик: Огорчен и осветољубив мајстор столар, градитељ. Син је старог и талентованијег мајстора Јоакима. Он види Мертина као изазов свом статусу и егзистенцији и чини све што је могуће да му отежа живот. Док је жив опире се покушајима да прими Мертина у еснаф јер никада није завршио своје шегртовање. Умире у првом избијању куге. У ТВ адаптацији игра га Ијан Пири.
- Анет: Лепа и кокетна, али досадна; користи своје женствене чари да прода јаја своје породице на пијаци Кингсбриџ и привуче Вулфрика; привлачи нежељену пажњу Ралфа Фицџералда, који је касније силује. Раскинула је веридбу са Вулфриком када је он разбаштињен. Никада није задовољна животом и на крају схвата велику грешку коју је направила. Током живота Гвенда на њу гледа као на противницу док стално флертује са Вулфриком. На крају се на венчању њихове деце њих две помире јер Гвенда схвата да је победила.
- Видарка Мети: Траварка и бабица Кингсбриџа; нагло напушта град када је други грађанин оптужена за враџбине; подучава младе Керис уметности лечења и хербологије; спасава Гвендин живот када образовани лекари и часне сестре не успеју да јој безбедно помогну да роди њено прво дете; увек упућује пацијенте да се моле Богу, да избегавају било какве тврдње о враџбинама или чаролијама. У ТВ адаптацији глуми је Индира Варма.
- Џоби из Вајлија: Најнижи човек у друштвеној хијерархији Вајлија; радник без земље; изгубио је једну руку након што је ухваћен у крађи; лаже, вара и краде да би прехранио своју породицу; продаје своју ћерку Гвенду одметницима за краву. У ТВ адаптацији игра га Андри Хеник.
- Меџ Вебер: Једини преживели члан породице Вебер; поштена, али сиромашна на почетку, Керис мења њено породично богатство тако што их запошљава да ткају и праве обојену тканину. Њен супруг Марк је био први становник Кингсбриџа који је умро од куге, а потом су умрли и њени синови. Касније се поново удаје и добија ћерку. У ТВ адаптацији глуми је Сели Бенкс.
- Алис: Керисина сестра; негодује Керис; удата за Елфрика, који узима Мертина за шегрта; покушава да натера Мертина да се ожени њеном пасторком Гризелдом.
- Гризелда: Елфрикова ћерка из претходног брака, заводи Мертина након што њен дечко Терстан напусти град када открије да је трудна. Покушава да натера Мертина да је ожени да би био отац њеном детету. Фрустрирана је због Керис кад ова открије да је Гризелда трудна већ неколико месеци, а да је Мертин спавао са њом тек недавно. Свом детету из ината даје име Мертин, иако цео град схвата да он није Мертиново дете.
- Бонавентура Кароли: Италијански трговац вуном који тргује у Кингсбриџу; пријатељ Едмунда, а касније и Мертина када се пресели у Фиренцу; помаже Керис у развоју квалитетне светло црвене вунене тканине; доноси Керис вести о Мертину након што се настанио у Фиренци.
- Лола (Лаура): Мертинова ћерка од његове жене из Фиренце; никад не оболи од куге у Италији као дете и верује се да је имуна; у Кингсбриџ ју је довео њен отац након што јој је цела породица умрла од куге. Запрепашћава свог оца због бунтовности у тинејџерским годинама и на крају одлучује да следи Керисине стопе као исцелитељка, учећи код Керис у њеној болници.
- Беси Бел: Гостионичарева ћерка; брине о Лоли и заводи Мертина када се врати из Италије, пре него што Мертин изгради свој дом. Умире у првом избијању куге и препушта таверну Мертину.
- Мејр: Млада монахиња са прелепим анђеоским лицем, накратко Керисина љубавница, са којом путује у Француску; умире у првом избијању куге. У ТВ адаптацији глуми је Татјана Маслани.
- Приор Ентони: Годвинов ујак и Керисин стриц, као и приор Кингсбриџа на почетку књиге. Погинуо у урушавању првог моста.
- Приор Сол Вајтхед: Нећак ерла од Ширинга, приор цркве Свети Јован у Шуми; у почетку је изабран од стране ерла да буде нови приор Кингсбриџа, али је убеђен да одбије ово наименовање кроз Годвинову манипулацију.
- Бискуп Ричард: Млађи син ерла Роланда, још као младић постаје бискуп Кингсбриџа; он је практичан, али не и побожан. Његова пожуда даје Годвину оружје које може да употреби против њега. Погинуо у бици код Кресија.
- Тили (Матилда од Тенча): Млада аристократкиња; васпитавале су је монахиње из Кингсбриџа; удаје се за Ралфа у раним тинејџерским годинама, рађа Ралфу једног сина (Џералда) пре него што је Ралф убије.
- Хенри од Монса, бискуп Кингсбриџа: Добар, интелигентан и практичан човек, он је мало вероватан савезник Керис из њених дана вршитељке дужности приора Кингсбриџа. Иако се њих двоје разликују у мишљењу, он схвата да је Керис бистра и успешна. У односу је са својим подређеним, каноником Клодом, чега је Керис свесна, али их никада не разоткрива. Он се бори против Филемона када је то могуће. Фаворизује Керис и брзо постаје кључ за равнотежу снага у Кингсбриџу.
- Петранила: Мајка Годвина и сестра вунара Едмунда и приора Ентонија. Веома је препредена. Њен први муж умире пре догађаја из књиге. Блиско саветује Годвина, понекад против његове воље, а њен план доводи до тога да он победи на изборима за приора. Не воли своју нећакињу Карис. Умире при првом избијању куге. У ТВ адаптацији глуми је Синтија Никсон.
- Едмунд Вунар: Старешина парохијског еснафа и отац Керис и Алис. Брат је Петраниле и приора Ентонија. Бави се породичним послом са вуном након што му отац умре, а брат се придружи Цркви. Често у сукобу са приорима Кингсбриџа због чињенице да се често не приклањају интересима грађана.
- Одила од Ширинга, грофица од Монмута: Племкиња, једино преживело дете ерла Вилијама од Ширинга након што је куга убила њену браћу. Потом се удаје за Дејвида од Керлеона, младог, новог ерла од Монмута. Као полусестра Ралфових синова, њено домаћинство ће примити младог Џералда од Ширинга као штитоношу.
- Мајка Сесилија: Игуманија већи део књиге. Чврста и строга, такође је веома брижна и цењена. Она спасава Керис од погубљења због враџбине предлажући јој да се придружи женском манастиру. Имала је слабу тачку за Годвина када је био млађи, али губи поверење у њега када је одредио да монаси и монахиње морају бити физички одвојени (због чега монахиње губе значајан приступ просторијама манастира). Касније, даље сазнаје колико је неповерљив када украде велики завештање из средстава часних сестара да плати изградњу нове приорове палате. Умире у првом избијању куге. У ТВ адаптацији глуми је Миранда Ричардсон.
- Елизабет Клерк: Непријатељица Керис, бистра и образована, лепа; жели да се уда за Мертина и скоро га заводи, али је фрустриран Мертиновим неузвраћањем и његовом опседнутошћу Керис; придружује се женском манастиру када је Мертин одбије; супротставља се Керис у политици женског манастира, због њихове раније заваде. У ТВ адаптацији глуми је Керолајн Болтон.
- Фратар Мурдо: Наметљив, психотични шарлатан који користи ревну побожност да задовољи своју жељу да види жене спаљене као вештице. Пружа кључне доказе који изгледају као да уверавају Керисину кривицу на њеном суђењу за вештичарење. У ТВ адаптацији игра га Џон Радо.
- Ерл Роланд: Ерл од Ширинга; он и његови синови су деловали као краљичини послушници у покушају атентата на Едварда II. У ТВ адаптацији игра Питер Фирт.
- Сер Џералд и леди Мод: Родитељи Мертина и Ралфа. Некада племићи који су поседовали нека села, након банкрота почињу да живе као хранитељи приората. Џералд је у сродству са ерлом Шринга − будући да је потомак Томија, сина Џека и Алијене из Стубова земље. Његов син Ралф постаје ерл од Шринга, што даје Џералду осећај испуњености у старости.

## Критика
Роман је убрзо након објављивања брзо доспео на врх бестселер листе The New York Times-а и остао је на листи 30 недеља.
Рецензент Бернард О’Киф је написао: „Писци Кен Фолет и Ајн Ренд разликују се један од другог на скоро сваки могући начин. Фолет је отворени шампион радничке класе и британске Лабуристичке партије, Ренд је идеализовала капиталистичке „разбојничке бароне” и заговарала је најекстремнију економију слободног тржишта. Фолет је писао шпијунске трилере и изненадио читаоце и критичаре окрећући се историјској фикцији и радећи то добро. Ренд је била филозофски писац и њени ликови су требали да представљају и отелотворе апстрактне филозофске принципе. Ипак, постоји су изузетне сличности заплета између Рендиног Величанственог извора и Фолетовог Света без краја. Рендин Хауард Рорк је бриљантан млади архитекта који мора да води тешку борбу против скривених осредњих ривала пре него што се успостави у Њујорку 20. века. Фолетов Мертин је сјајан архитекта који мора да води тешку борбу са скривеним осредњим ривалом пре него што се успостави у средњовековној Енглеској. Роркова вољена Доминик проводи много година у браку са два друга мушкарца, и тек након њеног другог развода Рорк може да је ожени и живи срећно до краја живота. Мертинова вољена Керис проводи много година као монахиња у самостану, и тек када буде ослобођена својих завета, Мертин може да је ожени и да живи срећно до краја живота. Рендина књига се завршава тако што Рорк и његова невеста стоје на врху његовог највећег дела − највишег небодера у целом Њујорку. Фолеова књига се завршава тако што Мертин и његова невеста стоје на врху његовог највећег дела – највишег торња у целој Енглеској.”

## Историјске референце
- Владавина краља Едварда III Плантагенета пружа историјско окружење за роман.
- Структурални проблеми који приморавају реконструкцију торња у катедрали у Кингсбриџу су направљени по узору на инцидент у старој катедрали шпанског града Виторија (из захвалности аутора).
- Мертинова мета у његовом настојању да изгради највиши торањ цркве у Енглеској била је катедрала у Солсберију.
- Поглавља која се дешавају у Француској укључују тачне описе битака код Бланшетака и Кресија. Иако у књизи нема ликова из француског гледишта, подзаплет са Керис и сестром Мејр, које се нехотице нађу међу француским војницима, прерушене у дечаке, омогућава да се битке описују и са енглеске и са француске тачке гледишта.
- Иако се све приче у Енглеској дешавају у измишљеним градовима Кингсбриџ и Ширинг, стварне локације као што су Мелкомб (приказан као главна лука коју користе трговци Кингсбриџа), Глостер, Монмут, Шафтсбери, Ексетер, Винчестер и Солсбери се налазе у близини. Ово место одигравања романа поставља негде у јужну централну Енглеску.
- Ерлови од Монмута се често помињу да имају много послова (и најмање два брачна савеза) са ерловима Ширинга. Са историјске тачке гледишта, титула је настала тек у 17. веку и није било таквих ерлова у време у коме се одвија радња Света без краја.
- Тајанствено закопано писмо, чији се садржај открива тек при крају романа, по много чему је слично историјском Писму Фиски.

## Адаптација
Мини серија је екранизована 2013. године по роману Свет без краја